# Elbette
Elbette (Turks voor 'natuurlijk') is het derde studioalbum van de Turkse zangeres Candan Erçetin. Het werd in november 1999 uitgebracht door Topkapı Müzik. Net als bij de voorgaande albums Hazırım en Çapkın schreef en componeerde Mete Özgencil de meeste nummers. Hierna stopte de samenwerking tussen de twee.
Het album bevat 14 nummers, waarvan één een bonusversie van 'Söz vermiştin'. Ook deze keer gebruikte de van oorsprong Albanees-Macedonische zangeres elementen uit de Balkanmuziek, waardoor Elbette het beste als een pop- en folkalbum kan worden omschreven. Zes nummers gaan over Erçetins leven, zeven over het begrip liefde in het algemeen.
Ter promotie van het album verschenen er twee muziekvideo's: 'Elbette' en 'Unut sevme'. Na de release stond Elbette meer dan twee maanden lang bovenaan de Turkse hitlijst. Tegen het einde van 2000 waren er meer dan een miljoen exemplaren van verkocht, waarmee het het bestverkochte album van het jaar werd in Turkije. In 2009 werd Elbette door de Turkse tv-zender NTV uitgeroepen tot het beste album van de jaren '00.

## Tracklist
1. Dayan
2. Elbette
3. Arada bir
4. Söz vermiştin
5. Unut sevme
6. Merak ediyorum
7. Saçma
8. Olmaz
9. İster sallan gez
10. Bana güven
11. Aklım almıyor
12. Dünya durma
13. Annem
14. Söz vermiştin (akoestische versie)